# Hugo Buffard
Pour les articles homonymes, voir Buffard (homonymie).
Hugo Buffard, né le 12 juillet 1994 à Saint-Claude, est un coureur du combiné nordique et fondeur français.

## Biographie
Hugo Buffard commence sa carrière au niveau international en 2010 et dans la Coupe continentale en 2013, dans laquelle il gagne son unique course en 2017 à Høydalsmo.
Il fait ses débuts en Coupe du monde le 4 janvier 2014 à Tchaïkovski. Son meilleur résultat individuel est une 9e place, au même endroit, le lendemain.
En 2017, il obtient son unique sélection pour des championnats du monde élite à Lahti, s'y classant 35e.
Lors de la saison 2018-2019, il commence à participer à la Coupe OPA de ski de fond. Il y obtient quatre podiums (troisièmes places à Valdidentro-Isolaccia, à Nové Město, à Planica et au Brassus). Il participe également à une épreuve de la coupe du monde de ski de fond 2018-2019 à Ulricehamn.

## Palmarès

### Combiné nordique

#### Championnats du monde
| Épreuve / Édition | Épreuve / Édition | Lahti 2017 |
| ----------------- | ----------------- | ---------- |
| Gundersen         | PT                | 35e        |
| Gundersen         | GT                | —          |
| Par équipes       | PT                | —          |
| Par équipes       | GT (sprint)       | —          |

#### Coupe du monde
- Meilleur classement général : 42e en 2014.

##### Différents classements en Coupe du monde
| Année     | Classement général final |
| 2013-2014 | 42e                      |
| 2016-2017 | 62e                      |

#### Coupe continentale
34 participations, premier départ le 9 février 2013 à  Eisenerz.
- une victoire[2], le 8 janvier 2017 à  Høydalsmo… alors que, à la suite d'un concours de saut décevant, il avait pris le départ en quarantième position !
- une deuxième place, le 16 décembre 2017 à  Steamboat Springs ;
- trois troisièmes places :
  - le 19 décembre 2013 à  Soldier Hollow,
  - le 15 décembre 2017 à  Steamboat Springs, pour laquelle il avait pris le départ de la course de fond en 29e position, avec 1 minute et 13 secondes de handicap, avant que de se retrouver en tête dès la mi-course,
  - et le 17 décembre 2017, au même endroit et dans des circonstances analogues.

#### Championnats du monde juniors
Il participe aux Championnats du monde juniors de 2011 à 2014.
- Meilleure place en individuel : quatrième place, en 2014, à  Val di Fiemme.
- Meilleure place par équipes : cinquième place, en 2014, à  Val di Fiemme.

#### Grand Prix d'été
Il a participé aux éditions 2013 (2 départs) & 2015 (4 départs).

#### Coupe OPA
Nombreuses participations, la première en mars 2010 à  Chaux-Neuve.

### Ski de fond

#### Coupe OPA
- quatre troisièmes places lors de la saison 2018-2019 : Valdidentro-Isolaccia, Nové Město, Planica, Le Brassus.